# 區元晉
區元晉（15世紀—16世紀），字惟康，號見泉，廣東廣州府新會縣潮連人，軍籍，明朝政治人物。

## 生平
區元晉是嘉靖四年（1525年）乙酉科廣東鄉試舉人，因父親辭官決意終養，三十二年（1553年）父親去世後在其墳墓旁築廬居住，日夜哭著拜祭，年過五十歲才前往謁選，授鎮南州知州，為政循良，好士愛民，修建當地廟學，四十二年（1563年）陞興化府同知，以廉明聞名，著有《見泉詩集》十卷。

## 引用
1. ↑  民國《潮連鄉志·卷六·藝文畧》：〈西屏區公墓誌銘〉林雲同：雲同少侍先僉事府君游廣之岡州，即得見西屏公公……其諸子惟基君元履；惟本君元復；今二守惟康君元晉俱屬道義之交……公諱越，字文廣，西屏別號也…
2. 1 2  道光《新會縣志·卷八·人物上》：區越，字文廣，潮連人，父鑑字元暉，有隱德……越八歲喪母……舉宏治八年鄉試，登十八年進士……長子元履，弋陽教諭；季元晉，登嘉靖四年鄉薦，任雲南鎮南知州，晉福建興化同知，初領鄉薦甫弱冠，以父解組遂決志終養，父歿築廬墓所，朝夕哭拜，年踰五十始受專符，所至著廉明，有《見泉詩集》十卷。 參王志
3. ↑  四庫全書《雲南通志·卷十九·名宦》：區元晉 廣東新會人，嘉靖間任鎮南知州，政治循良，好士愛民，修建廟學。